# Friedrich Rüffler
Friedrich Rüffler (* 15. Dezember 1966 in Wels) ist ein österreichischer Rechtswissenschaftler.

## Leben
Nach dem Schulbesuch und Präsenzdienst in seiner Geburtsstadt Wels absolvierte Rüffler von 1986 bis 1992 das Diplomstudium und von 1993 bis 1995 das Doktoratsstudium der
Rechtswissenschaften an der Universität Salzburg. Dort wurde er bei Oskar J. Ballon und Johann Josef Hagen zum Dr. iur. promoviert mit einer Dissertation zu „Der Sachverständige im Zivilprozess“. Ab 1994 war er als Universitätsassistent bei Hans-Georg Koppensteiner tätig. Zudem erhielt er von 1994 bis 1996 und 1999/2000 eine berufsbegleitende postgraduale Ausbildung im Europarecht am Schloss Hofen und schloss mit dem LL.M. ab. 2002 habilitierte er sich mit einer Schrift über „Lücken im Umgründungsrecht“ für Handels- und Wirtschaftsrecht, Europarecht und Bürgerliches Recht. Im gleichen Jahr wurde er mit dem Kardinal-Innitzer-Förderungspreis für Rechts- und Staatswissenschaften ausgezeichnet. Nach einer Gastprofessur an der Universität Klagenfurt wurde er dort 2004 auf den Lehrstuhl für Privatrecht am Institut für Rechtswissenschaft berufen. Seit 2010 ist er Professor am Institut für Unternehmens- und Wirtschaftsrecht der Universität Wien. Er ist Vize-Dekan der Rechtswissenschaftlichen Fakultät der Universität Wien (2014–2018, seit 2020).
Schwerpunkte seiner wissenschaftlichen Arbeit sind Gesellschaftsrecht, Wettbewerbsrecht und europäisches Wirtschaftsrecht.

## Schriften (Auswahl)
- mit Christoph Müller: Interdisziplinäre Rechtsanwaltsgesellschaften? Zulässigkeit und Sinnhaftigkeit. Wien 2016, ISBN 3-214-03946-6.
- mit Nicolas Raschauer (Hg.): Reform der Finanzmarktaufsicht. Verfassungs- und verfahrensrechtliche Aspekte. Wien 2018, ISBN 3-214-03949-0.
- mit Eveline Artmann und Ulrich Torggler (Hg.): Konzern – Einheit oder Vielheit?. Wien 2019, ISBN 3-214-12511-7.
- mit Eveline Artmann: Grundriss des österreichischen Gesellschaftsrechts. Wien 2020, ISBN 3-214-18650-7.